# Busby Berkeley
Busby Berkeley (ur. 29 listopada 1895 w Los Angeles, zm. 14 marca 1976 w Palm Springs) – amerykański reżyser i choreograf filmów muzycznych, znany ze swoich skomplikowanych układów tanecznych, wymagających zaangażowania wielu tancerek i rekwizytów, których geometryczne figury przypominały zmieniający się obraz kalejdoskopu.

## Kariera
Busby Berkeley był synem aktorki teatralnej i filmowej Gertrude Berkeley. Swoje imię otrzymał na cześć Amy Busby, przyjaciółki matki. Na scenie zadebiutował w wieku 5 lat, u boku swojej rodziny. Uczestniczył w walkach I wojny światowej jako podporucznik artylerii. W latach 20. pracował jako choreograf w ponad 20 produkcjach musicalowych na Broadwayu. Już wówczas większą wagę przykładał na tworzeniu form geometrycznych z aktorek, niż na ich zdolnościach wokalnych.
W latach 30. rozpoczął karierę w Hollywood. Pracował początkowo jako choreograf i reżyser scen musicalowych w filmach Samuela Goldwyna z Eddiem Cantorem, gdzie zastosował nowatorski sposób kręcenia aktorek-tancerek z góry, dzięki czemu ich ruchy przypominały zmieniający się obraz kalejdoskopu. Zabieg ten stał się cechą charakterystyczną jego stylu filmowego.
Filmy Berleya były popularne w czasie wielkiego kryzysu, w czasie którego pracował dla wytwórni Warner Bros. Gdy pod koniec dekady monumentalne musicale, w których się specjalizował, wyszły z mody, zaczął reżyserować także filmy z innych gatunków, m.in. dramat kryminalny They Made Me a Criminal z 1939 roku z Johnem Garfieldem w roli głównej. W 1939 roku przeszedł do Metro-Goldwyn-Mayer, wówczas największej wytwórni filmowej na świecie. Wyreżyserował tam kilka filmów z udziałem Judy Garland, z którą był nieustannie skonfliktowany. W 1943 roku w wyniku nieporozumień z tą aktorką, został zwolniony z reżyserii Zwariowanej dziewczyny. Mimo to, w filmie pozostała nakręcona przez niego sekwencja I Got Rhythm. W tym samym roku zrealizował dla 20th Century Fox film The Gang's All Here. Pod koniec lat 40. wrócił do MGM, gdzie pracował jako choreograf w kilku filmach muzycznych. Ostatnim filmem, w którym był zaangażowany, to Bajeczny cyrk Billy Rose z 1962 roku.
Pod koniec lat 60. jego filmy znowu stały się modne, w wyniku czego jeździł z wykładami po amerykańskich uczelniach. W wieku 75 lat powrócił na Broadway, gdzie kierował wznowieniem musicalu No, No, Nanette.

## Życie prywatne
Był sześciokrotnie żonaty.
We wrześniu 1935 roku, wracając z bankietu z okazji ukończenia zdjęć do In Caliente, spowodował wypadek drogowy, w wyniku którego śmierć poniosły dwie osoby, pięć innych odniosło ciężkie obrażenia, a sam został ciężko ranny i posiniaczony. Niektórzy świadkowie zeznali, że w jego oddechu czuć było alkohol. Został oskarżony o morderstwo drugiego stopnia (nieumyślne spowodowanie śmierci). Po dwóch procesach, w których ława przysięgłych była niezdolna do wydania werdyktu, w trzecim został uniewinniony z zarzutów.
Zmarł 14 marca 1976 roku w Palm Springs, w wieku 80 lat, z przyczyn naturalnych. Został pochowany w Desert Memorial Park w Cathedral City.

## Filmografia
- Byczo jest! (1930) (choreografia)
- Kiki (1931) (choreografia)
- Palmy Days (1931) (choreografia)
- Flying High (1931) (choreografia)
- Sky Devils (1932) (choreografia)
- Rajski ptak (1932) (choreografia)
- Night World (1932) (choreografia)
- Urwis z Hiszpanii (1932) (choreografia)
- She Had to Say Yes (1935) (reżyseria)
- Ulica szaleństw (1933) (choreografia)
- Poszukiwaczki złota (1933) (choreografia)
- Nocne motyle (1933) (choreografia)
- Roman Scandals (1933) (choreografia)
- Fashions of 1934 (1934) (reżyseria, choreografia scen musicalowych)
- Wonder Bar (1934) (choreografia scen musicalowych)
- Dames (1934) (reżyseria, choreografia scen musicalowych)
- Poszukiwaczki złota 1935 (1935) (reżyseria)
- Bright Lights (1935) (reżyseria)
- In Caliente (1935) (reżyseria, choreografia scen musicalowych)
- I Live For Love (1935) (reżyseria)
- Stars Over Broadway (1935) (choreografia)
- Gold Diggers of 1937 (1936) (reżyseria, choreografia scen musicalowych)
- Stage Struck (1936) (reżyseria)
- The Singing Marine (1937) (reżyseria, choreografia scen musicalowych)
- The Go Getter (1937) (reżyseria)
- Hollywood Hotel (1937) (reżyseria)
- Varsity Show (1937) (reżyseria ostatniej sceny)
- Gold Diggers in Paris (1938) (reżyseria, choreografia scen musicalowych)
- Men Are Such Fools (1938) (reżyseria)
- Garden of the Moon (1938) (reżyseria)
- Comet Over Broadway (1938) (reżyseria)
- They Made Me a Criminal (1939) (reżyseria)
- Fast and Furious (1939) (reżyseria)
- Broadway Serenade (1939) (reżyseria ostatniej sceny)
- Babes in Arms (1939) (reżyseria)
- Strike Up the Band (1940) (reżyseria)
- Forty Little Mothers (1940) (reżyseria)
- Blonde Inspiration (1941) (reżyseria)
- Kulisy wielkiej rewii (1941) (reżyseria scen musicalowych)
- Laski na Broadwayu (1941) (reżyseria)
- Lady Be Good (1941) (reżyseria, choreografia scen musicalowych)
- Dla mnie i mojej dziewczyny (1942) (reżyseria)
- Chata w niebie (1943) (reżyseria sceny Shine)
- Zwariowana dziewczyna (1943) (reżyseria sceny finałowej I Got Rhythm)
- The Gang's All Here (1943) (reżyseria)
- Cinderella Jones (1946) (reżyseria)
- Romans na pełnym morzu (1948) (choreografia)
- Zabierz mnie na mecz (1949) (choreografia)
- Rekord Annie (1950) (reżyseria, niewymieniony w czołówce)
- Dwa tygodnie miłości (1950) (choreografia)
- Call Me Mister (1951) (choreografia)
- Two Tickets to Broadway (1951) (choreografia)
- Million Dollar Mermaid (1952) (choreografia)
- Small Town Girl (1953) (choreografia)
- Easy to Love (1953) (choreografia)
- Rose Marie (1954) (choreografia)
- Bajeczny cyrk Billy Rose (1962) (choreografia)